# حارة السيد علي (صنعاء)
السيد علي هي إحدى حارات حي بير زيد بمدينة الروضة شمال العاصمة اليمنية "صنعاء"، بلغ تعداد سكانها 668 نسمة حسب تعداد اليمن لعام 2004.